# Сент Мартин (Мисисипи)
Сент Мартин (енгл. St. Martin) насељено је место без административног статуса у америчкој савезној држави Мисисипи.

## Демографија
По попису из 2010. године број становника је 7.730, што је 1.054 (15,8%) становника више него 2000. године.
| Група             | 2000.         | 2010.         |
| Белци             | 5.437 (81,4%) | 5.413 (70,0%) |
| Афроамериканци    | 530 (7,9%)    | 1.039 (13,4%) |
| Азијати           | 464 (7,0%)    | 746 (9,7%)    |
| Хиспаноамериканци | 128 (1,9%)    | 316 (4,1%)    |
| Укупно            | 6.676         | 7.730         |